# Твелвтрис, Хелен
Хе́лен Тве́лвтрис (англ. Helen Twelvetrees, 25 декабря 1908 — 13 февраля 1958), урождённая Хелен Мари Юргенс — американская кино- и театральная актриса, была популярна в середине 30-х годов.

## Биография
Будущая актриса родилась 25 декабря 1908 года в Бруклине. Окончила Американскую академию драматического искусства и некоторое время играла в театре. В 1927 году Хелен вышла замуж за театрального актёра Кларка Твелвтриса, с которым познакомилась во время учёбы, взяла его фамилию и отправилась в Голливуд — в те годы наступала эра звукового кино, и киностудии искали замену тем актёрам немого кино, которые не смогли приспособиться к новому формату. В 1929 году она дебютировала в кино, сыграв на киностудии Fox главную роль в комедии «Призрак говорит».
В том же году Хелен снялась на второстепенных ролях ещё в двух картинах производства Fox, затем компания аннулировала её контракт. Однако актрисе повезло — в 1929 году она вошла в список молодых кинозвезд WAMPAS Baby Stars и была принята на киностудию «Pathé Exchange».
Первое время её карьера развивалась достаточно успешно — в 1930 году вышло несколько сентиментальных драм с участием актрисы, но после слияния «Pathé Exchange» с «RKO» её перевели на посредственные мелодрамы, и вскоре Хелен уволилась и стала работать на разных киностудиях («MGM», «Universal Pictures», «Paramount Pictures» и др.) в качестве внештатной актрисы.
Амплуа актрисы определила мелодрама 1930 года «Её мужчина», где Хелен исполнила роль танцовщицы Фрэнки. Публике понравился её облик в этом фильме, и с тех пор она играла роли трогательных и беззащитных девушек, вынужденных противостоять плохим парням.
Характерными фильмами актрисы в этом амплуа являются гангстерская драма «Плохая компания» (1931), сентиментальные мелодрамы «Милли» (1931), «Моя женщина» (1933), «Сказка на ночь» (1933), где в паре с Хелен снялся Морис Шевалье. В 1931 году вместе с Кларком Гейблом (в то время он был начинающим актёром) актриса появилась в нетипичном для себя фильме — вестерне «Раскрашенная пустыня».
В середине 1930-х её карьера быстро пошла на спад. В 1936 году Хелен разошлась со вторым мужем, брокером Фрэнком Вуди — они поженились в апреле 1931 года, вскоре после развода актрисы с первым супругом. Снявшись в конце десятилетия в нескольких непримечательных драмах, актриса ушла из кино, и вскоре опять вышла замуж — на этот раз за офицера воздушного флота Конрада Пейна. Время от времени она играла в театре, в начале 1950-х достаточно удачно исполнив роль Бланш в спектакле «Трамвай „Желание“» по пьесе Теннесси Уильямса, а 13 февраля 1958 года скоропостижно скончалась от передозировки снотворного. Впоследствии Хелен Твелвтрис была удостоена звезды на Голливудской Аллее Славы.

## Фильмография
| Год  | На русском              | На языке оригинала       | Роль                      |
| 1939 | Неженатые               | Unmarried                | Пэт Роджерс               |
| 1939 |                         | Persons in Hiding        | Хелен Гризволд            |
| 1937 | Облава в Голливуде      | Hollywood Round-Up       | Кэрол Стивенс             |
| 1936 | Благородная кровь       | Thoroughbred             | Джоан                     |
| 1935 | Берег Фриско            | Frisco Waterfront        | Элис                      |
| 1935 | Загадка испанского мыса | The Spanish Cape Mystery | Стелла Годфри             |
| 1935 | Она заполучит его       | She Gets Her Man         | Франсина                  |
| 1935 | Леди с Таймс-сквер      | Times Square Lady        | Марго Хит                 |
| 1934 | На час позже            | One Hour Late            | Бесси Данн                |
| 1934 | Она была леди           | She Was a Lady           | Шейла Вейн                |
| 1934 | Теперь я расскажу       | Now I’ll Tell            | Вирджиния                 |
| 1934 | Все мужчины — враги     | All Men Are Enemies      | Ката                      |
| 1933 | Король ночи             | King for a Night         | Лилиан Уильямс            |
| 1933 | Моя женщина             | My Woman                 | Конни Райли Роллинз       |
| 1933 | Опозорена!              | Disgraced!               | Гей Холлоуэй              |
| 1933 | Сказка на ночь          | A Bedtime Story          | Салли                     |
| 1933 | Разбитые сердца         | Broken Hearts            | ?                         |
| 1932 | Без стыда               | Unashamed                | Джоан Огден               |
| 1932 | У меня красное лицо?    | Is My Face Red?          | Пегги Беннон              |
| 1932 | Прокурор штата          | State’s Attorney         | Джун Перри                |
| 1932 | Молодая невеста         | Young Bride              | Элли Смит Риггс           |
| 1932 | Панама Фло              | Panama Flo               | Фло Беннетт               |
| 1931 | Плохая компания         | Bad Company              | Хелен Кинг Карлайл        |
| 1931 | Женщина с опытом        | A Woman of Experience    | Эльза Эльсберген          |
| 1931 | Милли                   | Millie                   | Миллисент Блейк Мейнтленд |
| 1931 | Раскрашенная пустыня    | The Painted Desert       | Мэри Эллен Камерон        |
| 1930 | Её мужчина              | Her Man                  | Фрэнки                    |
| 1930 | Поступью кошки          | The Cat Creeps           | Аннабель Вест             |
| 1930 |                         | Swing High               | Мэриан                    |
| 1930 | Большой парад           | The Grand Parade         | Молли                     |
| 1929 | Слова и музыка          | Words and Music          | Дороти Блейк              |
| 1929 | Синие небеса            | Blue Skies               | Дороти Мэй                |
| 1929 | Призрак говорит         | The Ghost Talks          | Мириам Хольт              |